# دانشکده پزشکی شهید بهشتی
دانشکده پزشکی دانشگاه علوم پزشکی شهید بهشتی یکی از بزرگترین و قدیمی‌ترین دانشکده‌های پزشکی ایران است که تا قبل از انقلاب ۱۳۵۷ ایران با نام دانشکده پزشکی دانشگاه ملی ایران شناخته می‌شد.

## تاریخچه
پیشنهاد تأسیس دانشگاه ملی ایران را علی شیخ‌الاسلام در سفر محمدرضا پهلوی در سال ۱۳۳۵ به نیویورک در دیدار با دانشجویان ایرانی مشغول به تحصیل در آمریکا مطرح کرد. او خود در اسفند ۱۳۳۸ دانشگاه را با دو دانشکده معماری و … در خیابان پهلوی سابق سه‌راه یوسف‌آباد شروع کرد. در ۲۵ بهمن ۱۳۳۹ ضمن جشنی با حضور شاه و ملکه فرح دانشگاه ملی ایران رسماً افتتاح گردید. دانشکده پزشکی فعالیت رسمی خود را از مهر ماه سال ۱۳۴۰ با پذیرش ۱۵۰ نفر دانشجو در یک ساختمان ۷ طبقه استیجاری در خیابان ایرانشهر آغاز نمود. در اسفند سال ۱۳۴۲ از طرف دولت، زمینی واقع در اوین در اختیار دانشگاه ملی سابق قرار گرفت که ساختمان دانشکده پزشکی در آن احداث گردید و در سال تحصیلی ۴۴–۱۳۴۳ افتتاح و مورد بهره‌برداری قرار گرفت.
دانشکده پزشکی تا سال ۱۳۶۵ وابسته به دانشگاه شهید بهشتی (ملی سابق) بود و از آن پس تحت پوشش دانشگاه علوم پزشکی و خدمات بهداشتی درمانی شهید بهشتی می‌باشد. در اواخر سال ۱۳۸۰ ساختمان جدیدالاحداث دانشکده پزشکی در محوطه دانشگاه علوم پزشکی و خدمات بهداشتی درمانی شهید بهشتی با زیر بنای ۲۵۵۰۰ متر مربع افتتاح و مورد بهره‌برداری قرار گرفت.

## بیمارستان‌های آموزشی
- بیمارستان امام حسین
- بیمارستان اختر
- بیمارستان ۱۵ خرداد
- بیمارستان شهدای تجریش
- بیمارستان طرفه
- بیمارستان طالقانی
- بیمارستان لبافی نژاد
- بیمارستان لقمان حکیم
- بیمارستان دکتر مسیح دانشوری
- بیمارستان مدرس
- بیمارستان مفید
- بیمارستان و زایشگاه مهدیه

## امکانات
دانشکده پزشکی دارای یک ساختمان ۸ طبقه است که در طبقات همکف از سمت جنوب، سایت و واحد انفورماتیک- کتابخانه مرکزی دانشگاه- گروه فیزیک پزشکی و قسمتی از آزمایشگاه و دفاتر گروه ایمنولوژی و بیوشیمی، انبار و سایت و مرکز آزمون قرار دارد
در طبقه اول واحد مهارت بالینی، کلاس های درس، گروه آناتومی، گروه زبان قرار دارند
در طبقه دوم سایر کلاس های درس دو سالن همایش ابن سینا و سالن همایش اصلی امام خمینی و همچنین آزمایشگاهها و قسمتی از امور اداری در بال شرقی قرار دارد 
در طبقه سوم قسمت دیگری از امور اداری از جمله دفتر رئیس دانشکده، سالن قضا خوری قرار دارد 
طبقه چهارم محل گروه فیزیولوژی دانشکده به عنوان یکی از مهمترین گروه های آموزشی قرار دارد ۷
طبقه پنجم گروه فارماکولوژی 
طبقه ششم تا هشتم سایر گروههای علوم پایه شامل ایمنولوژی، میکروب شناسی، بیوشیمی ... قرار دارد.